# Vladimir Gaidamașciuc
Vladimir Gaidamașciuc (ur. 11 czerwca 1971 w Bielcach) – mołdawski piłkarz grający na pozycji pomocnika. W swojej karierze rozegrał 39 meczów w reprezentacji Mołdawii i strzelił 1 gola.

## Kariera klubowa
Karierę piłkarską Gaidamașciuc rozpoczął w klubie Zarea Bielce. W 1988 roku awansował do kadry pierwszej drużyny i w latach 1988–1990 grał w niej we Wtorej Lidze ZSRR (poziom III. ligi). W 1991 roku występował w SK Odessa, a w 1992 roku przeszedł do Nywy Winnica, z którą spadł z Premier-lihi. Następnie odszedł do Bukowyny Czerniowce, gdzie grał przez rok.
W 1994 roku Gaidamașciuc wrócił do Mołdawii i został zawodnikiem Tiligulu Tyraspol. W 1995 roku zdobył z nim Puchar Mołdawii. W Tiligulu grał do końca 1997 roku, a na początku 1998 przeszedł do FC Hîncești. Po roku gry w tym klubie odszedł do Sheriffu Tyraspol. W 1999 roku zdobył z nim krajowy puchar, a w 2000 roku wywalczył wicemistrzostwo Mołdawii. Latem 2000 został zawodnikiem Agro Kiszyniów, gdzie grał do końa 2001 roku.
W 2002 roku Gaidamașciuc wyjechał do Rosji i został piłkarzem klubu Łukoil Czelabińsk. W latach 2002–2003 grał z nim w Drugiej Dywizji. W 2004 roku przeszedł do innego klubu z Czelabińska, Zenitu. Występował w nim do końca swojej kariery, czyli do 2006 roku.

## Kariera reprezentacyjna
W reprezentacji Mołdawii Gaidamașciuc zadebiutował 20 maja 1992 roku w zremisowanym 1:1 towarzyskim meczu z Litwą. W swojej karierze grał w eliminacjach do Euro 96, MŚ 1998, Euro 2000 i MŚ 2002. Od 1992 do 2001 roku rozegrał w kadrze narodowej 39 meczów i strzelił 1 gola.